# لوکا فرو
لوکا فرو (انگلیسی: Luca Ferro؛ زادهٔ ۲۸ اوت ۱۹۷۸) بازیکن فوتبال اهل ایتالیا است.
از باشگاه‌هایی که در آن بازی کرده‌است می‌توان به باشگاه فوتبال جنوآ، باشگاه فوتبال لشو دو فوند، و باشگاه فوتبال اتلتیکو آرتزو اشاره کرد.